# إيليستا

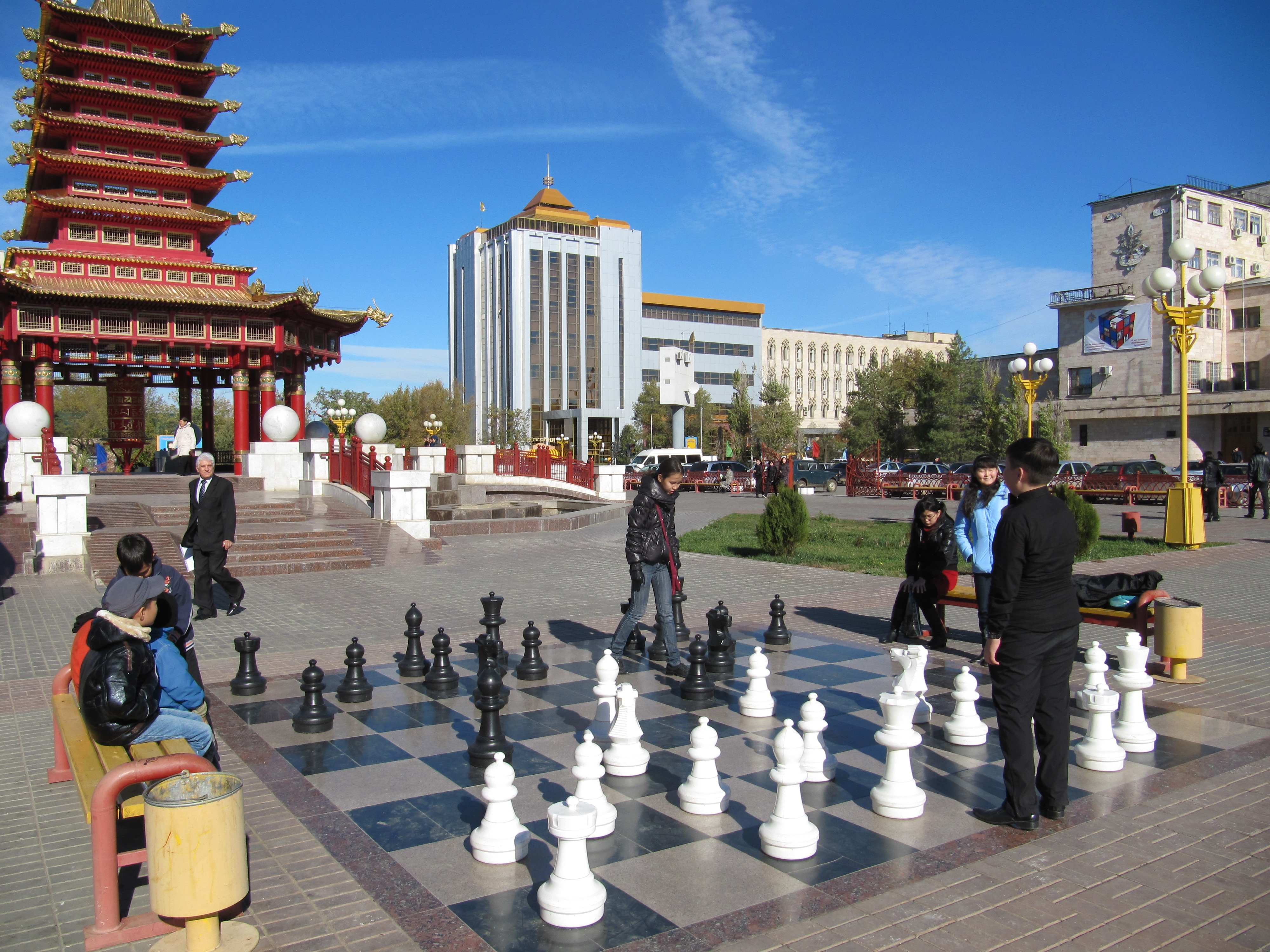

إيليستا (بالروسية: Элиста) هي إحدى مدن روسيا في الكيان الفدرالي الروسي كالميكيا.
تقع مدينة أليستا في الجزء الجنوبي الشرقي من الهضبة الاوربية في وسط سهوب كالميكا الشاسعة وتعني الكلمة باللغة المحلية «رملي».
وأليستا مدينة حديثة جدا حيث بوشر في بنائها في عشرينات القرن الماضي، لكنها أصبحت منطقة مأهولة بالسكان منذ القرن 19 حيث ازدادت اهمية سهوب كالميكيا لربطها مع مناطق جنوب حوض نهر الفولغا وكوبان والقرم ووسط البلاد عبر تساريتسين وكذلك مع شمال القوقاز. وكانت الحكومة القيصرية في هذه الفترة تحارب في أفغانستان والشيشان، حيث ارسلت في اربعينيات القرن 19 عددا من البعثات إلى سهوب كالميكيا مهمتها تحديد أماكن بناء القرى والبلدات على امتداد طريق استراخان وتساريتسين وستافروبول.
ومن الأسباب الرئيسية التي كانت وراء تأسيس المدينة هو قرار الحكومة القيصرية بتشجير الهضبة. وفي عام 1845 صدر بناء على طلب من مديرية التشجير امر قيصري حول سهوب كالميكيا الجرداء. على اثر ذلك بوشر بتشجير المكان وكانت أفضل النتائج في المنطقة التي تقع فيها المدينة الحالية. مع مرور الزمن تم تأسيس بلدة صغيرة للعمال يعتقد انها أساس مدينة اليستا الحالية. ومن الامور التي ساعدت على ذلك وجود المياه العذبة في المنطقة ومساحات واسعة من الأراضي الصالحة للزراعة، كما كانت الاسواق السنوية لبيع الابقار من الأسباب التي اعطت المدينة شهرة واسعة.
في عام 1907 أصبحت اليستا مركز قضاء وشيدت فيها مباني حديثة ومدرسة ومستشفى وبعد تثبيت السلطة السوفيتية أصبحت عاصمة مقاطعة كالميكيا ذات الحكم الذاتي. وفي عام 1930 منحت صفة مدينة وبعد 5 سنوات أصبحت عاصمة جمهورية كالميكيا ذات الحكم الذاتي.
وشارك سكان اليستا كغيرهم من المواطنين في الدفاع عن الوطن خلال الحرب الوطنية العظمى وقدموا آلاف الشهداء. لقد احتلت القوات الفاشية المدينة في شهر أغسطس/اب عام 1942 وبقيت تحت سيطرتهم لمدة 5 أشهر حيث حررها الجيش الأحمر في 31 ديسمبر/كانون الأول من نفس العام.
ويعتبر يوم 28 ديسمبر/كانون الأول عام 1943 يوما مأساويا للشعب الكالميكي حيث هجر بقرار من السلطات العليا الكالميكيون قسرا من أماكن سكناهم التاريخية إلى المناطق الشمالية النائية وسيبيريا وكازاخستان. والغيت جمهورية كالميكيا، حيث اعيد تشكيلها عام 1957.
بعد عودة الشعب الكالميكي إلى موطنه الاصلي عادت الحياة من جديد إلى المدينة، حيث شهدت حملة عمرانية واسعة وربطت بانابيب الماء والغاز كما ربطت بخطوط السكك الحديدية والجوية مع مدن الجنوب الروسي.
وشهدت المدينة في الستينات والسبعينات من القرن الماضي تطورا في المجالات الصناعية والبناء والاتصالات والنقل وغيرها.
اما في التسعينات فقد شهدت المدينة نموا وتطورا جديدا ليس فقط في مجال البناء، بل وأيضا في المجالات الروحية والدينية حيث شيد المعبد البوذي الرئيسي «سياكيوسن سيومي» والمجمع البوذي «غيدين شيدوب تشويكورلينغ». كما شيدت كاتدرائية ومبنى المطرانية.
احتفلت المدينة عام 2005 بالذكرى 140 لتأسيسها. مدينة اليستا حاليا هي عاصمة جمهورية كالميكيا وهي مركز سياسي واقتصادي وثقافي وعلمي وروحي. ويسكن فيها ما يقارب 110 الف نسمة يمثلون أكثر من 90 قومية وطائفة. ونتيجة للزيادة المستمرة في السكان يستمر توسع المدينة حيث تبنى المباني السكنية والمدارس والمستوصفات والفنادق وغيرها.
توجد في المدينة فروع للعديد من الجامعات الحكومية وغير الحكومية، كما توجد فيها جامعة كالميكيا الحكومية وثانويات مهنية وكلية الطب وغيرها من المؤسسات التعليمية. تقام في المدينة باستمرار المؤتمرات واللقاءات العلمية المحلية والوطنية والدولية والخاصة بدراسة اللغة الام وطرق المحافظة عليها. بالإضافة لذلك تنظم فيها مؤتمرات علمية في مجالات علم الاجتماع والاقتصاد وغيرها.
واشتهرت المدينة كثيرا بعد أن انعقد فيها عام 1998 اولمبياد الشطرنج الذي شارك فيه لاعبون من 120 دولة كما بنيت فيها " مدينة
الشطرنج " التي تقام فيها مباريات الشطرنج المحلية والإقليمية والوطنية والدولية.
تستمر عمليات البناء في المدينة حيث تعكس المباني الحديثة طابعها الشرقي، لذلك فهي بدت مختلفة عن بقية مدن وسط روسيا. ان الطابع المعماري الشرقي يميز هذه المدينة عن كافة المدن الروسية.
يتميز بمناخ قاري رطب صيفًا حارًا (تصنيف مناخ كوبن Dfa)، على الرغم من أنه يوصف أحيانًا بمناخ شبه جاف معتدل (تصنيف مناخ كوبك BSk).
كما توجد في المدينة 4 متاحف اشهرها متحف التاريخ الذي من خلاله يمكن التعرف على تاريخ الشعب الكالميكي. كما يوجد فيها المسرح القومي وقاعات للحفلات والمعارض الفنية وغيرها.
من المعالم الأثرية والمعاصرة التي تتميز بها المدينة والتي تستحق مشاهدتها:
- ساحة لينين وهي أكبر ساحة في المدينة وتتضمن نصب «الطقس ل 7 أيام» ونافورة «اللوتس» ورقعة شطرنج ابعادها 5 × 5 متر.
- نصب محرري المدينة.
- تمثال بودا – شاكيامون من الرخام الأبيض.
- نصب الحكايات القديمة.
- المجمع التذكاري «الخروج والعودة»
- مجمع مدينة الشطرنج المتضمن قصر الشطرنج والقرية الأولمبية.

## الجغرافيا

### المناخ
| البيانات المناخية لـإيليستا       | البيانات المناخية لـإيليستا | البيانات المناخية لـإيليستا | البيانات المناخية لـإيليستا | البيانات المناخية لـإيليستا | البيانات المناخية لـإيليستا | البيانات المناخية لـإيليستا | البيانات المناخية لـإيليستا | البيانات المناخية لـإيليستا | البيانات المناخية لـإيليستا | البيانات المناخية لـإيليستا | البيانات المناخية لـإيليستا | البيانات المناخية لـإيليستا | البيانات المناخية لـإيليستا |
| الشهر                             | يناير                       | فبراير                      | مارس                        | أبريل                       | مايو                        | يونيو                       | يوليو                       | أغسطس                       | سبتمبر                      | أكتوبر                      | نوفمبر                      | ديسمبر                      | المعدل السنوي               |
| --------------------------------- | --------------------------- | --------------------------- | --------------------------- | --------------------------- | --------------------------- | --------------------------- | --------------------------- | --------------------------- | --------------------------- | --------------------------- | --------------------------- | --------------------------- | --------------------------- |
| الدرجة القصوى °م (°ف)             | 14.5 (58.1)                 | 17.6 (63.7)                 | 22.6 (72.7)                 | 29.0 (84.2)                 | 37.2 (99.0)                 | 39.8 (103.6)                | 43.3 (109.9)                | 40.9 (105.6)                | 38.7 (101.7)                | 32.7 (90.9)                 | 20.1 (68.2)                 | 15.4 (59.7)                 | 43.3 (109.9)                |
| متوسط درجة الحرارة الكبرى °م (°ف) | −1.2 (29.8)                 | −0.8 (30.6)                 | 6.2 (43.2)                  | 16.1 (61.0)                 | 22.9 (73.2)                 | 28.5 (83.3)                 | 31.7 (89.1)                 | 30.6 (87.1)                 | 23.8 (74.8)                 | 15.2 (59.4)                 | 5.9 (42.6)                  | 0.6 (33.1)                  | 15.0 (59.0)                 |
| المتوسط اليومي °م (°ف)            | −3.9 (25.0)                 | −3.9 (25.0)                 | 2.1 (35.8)                  | 10.7 (51.3)                 | 17.0 (62.6)                 | 22.3 (72.1)                 | 25.3 (77.5)                 | 24.1 (75.4)                 | 17.8 (64.0)                 | 10.5 (50.9)                 | 2.8 (37.0)                  | −2.0 (28.4)                 | 10.2 (50.4)                 |
| متوسط درجة الحرارة الصغرى °م (°ف) | −6.6 (20.1)                 | −7.0 (19.4)                 | −2.0 (28.4)                 | 5.3 (41.5)                  | 11.1 (52.0)                 | 16.1 (61.0)                 | 18.9 (66.0)                 | 17.5 (63.5)                 | 11.8 (53.2)                 | 5.8 (42.4)                  | −0.2 (31.6)                 | −4.6 (23.7)                 | 5.5 (41.9)                  |
| أدنى درجة حرارة °م (°ف)           | −31.0 (−23.8)               | −29.2 (−20.6)               | −21.0 (−5.8)                | −8.9 (16.0)                 | −1.3 (29.7)                 | 4.0 (39.2)                  | 9.3 (48.7)                  | 7.1 (44.8)                  | −0.4 (31.3)                 | −8.8 (16.2)                 | −21.2 (−6.2)                | −28.4 (−19.1)               | −31.0 (−23.8)               |
| الهطول مم (إنش)                   | 23.9 (0.94)                 | 20.6 (0.81)                 | 27.1 (1.07)                 | 31.3 (1.23)                 | 43.5 (1.71)                 | 48.9 (1.93)                 | 35.4 (1.39)                 | 28.7 (1.13)                 | 33.0 (1.30)                 | 32.0 (1.26)                 | 30.3 (1.19)                 | 28.9 (1.14)                 | 383.6 (15.10)               |
| المصدر: Погода и климат в Элисте  |                             |                             |                             |                             |                             |                             |                             |                             |                             |                             |                             |                             |                             |